# 17314 Aisakos
17314 Aisakos este o planetă minoră (asteroid), cu un diametru de 35,761 km, din Asteroid troian al lui Jupiter. A fost descoperită pe 25 martie 1971 la Observatorul Palomar de Cornelis Johannes van Houten și a fost numită după Aesacus⁠(d). 
Obiectul prezintă o orbită caracterizată de o semiaxă mare de 5,1656274 UAi, o excentricitate de 0,076, o înclinație de 10,72369 ° în raport cu ecliptica.